# John Tradescant el Jove
John Tradescant el Jove - John Tradescant the Younger (anglès) - (1608 – 1662), fill de John Tradescant el Vell, va ser un botànic i jardiner anglès nascut a Meopham, Kent i educat a The King's School, Canterbury. Personalment viatjà a Virgínia entre 1628-1637 per a recollir plantes. Entre els arbres que ell introduí a Anglaterra des d'Amèrica hi ha magnòlies, Taxodium distichum i Liriodendron, i plantes de jardí com Phlox i Aster. També afegí al seu gabinet de curiositats les seves adquisicions americanes com el mantell cerimonial del cap amerindi Wahunsonacock.

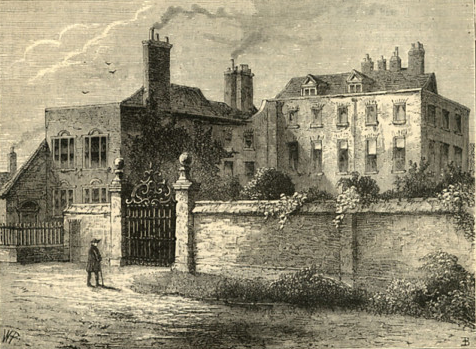
Casa de Tradescant, Lambeth

Quan morí el seu pare, el succeí com jardiner de Charles I d'Anglaterra i Henrietta Maria de França, fent jardins a Queen's House, Greenwich, dissenyats per Inigo Jones, des de 1638 fins a 1642 quan esclatà la guerra civil. Publicà Musaeum Tradescantianum. Tradescant llegà la seva biblioteca i museu a Elias Ashmole (1617–1692), on el seu nom és el nucli de l'Ashmolean Museum a Oxford on les col·leccions de Tradescant romanen en gran part intactes.